# VIII Circoscrizione
L'VIII Circoscrizione è una suddivisione amministrativa del comune di Palermo.

## Geografia fisica
La circoscrizione, estesa per 1.533 ettari, sorge nella porzione settentrionale della città di Palermo, in un'area che in origine rappresentava una vasta campagna posta a nord rispetto al centro storico. 

## Storia
Il primo quartiere a sorgere nell'area della circoscrizione fu il Politeama, fondato all'esterno del centro storico di Palermo tra il XVIII e il XIX secolo, nel corso dell'espansione della città verso nord. Il suo sviluppo si deve alla creazione dell'Addizione Regalmici nel 1778, un incrocio di assi viari anche noto come Quattro canti di campagna, in contrapposizione ai Quattro canti di città situati all'interno delle antiche mura cittadine. Il quartiere servì alla nascente borghesia che, arricchitasi, voleva competere con le residenze aristocratiche del centro ed è contraddistinto da edifici in stile severo di medie cubature. 
Di poco successivo è il quartiere Libertà, sviluppato lungo l'omonimo viale che venne istituito sotto iniziativa del governo provvisorio di Ruggero Settimo, all'indomani della primavera dei popoli. Fulcro dell'edificazione del quartiere fu il Firriato Villafranca, un'enorme tenuta sulla quale vennero edificati gli edifici temporanei dell'Esposizione Nazionale italiana di Palermo, nel 1891. Al termine della manifestazione l'intera area venne lottizzata, il proprietario dell'area donò gli assi viari al comune ed edificò nei terreni restanti. Gli edifici di questo quartiere seguono l'architettura tipica dell'inizio del Novecento.
I quartieri Malaspina-Palagonia e il quartiere Monte Pellegrino sono di edificazione più recente, hanno vissuto il boom edilizio degli anni sessanta e settanta, trasformandosi da aree rurali ad un'area altamente urbanizzata. In particolare pesante è stata la trasformazione della via Notarbartolo che fino all'era prebellica era composta da ville in stile Liberty, le ville sono state sostituite da palazzi multipiani a causa del piano regolatore del 1962 che incentivava l'abbattimento di edifici di piccola cubatura sostituendoli con edifici dalla grande cubatura.

## Monumenti e luoghi d'interesse

### Architetture religiose
- Chiesa anglicana della Santa Croce
- Chiesa di San Francesco di Paola
- Chiesa dei Santi Pietro e Paolo Apostoli

### Architetture civili

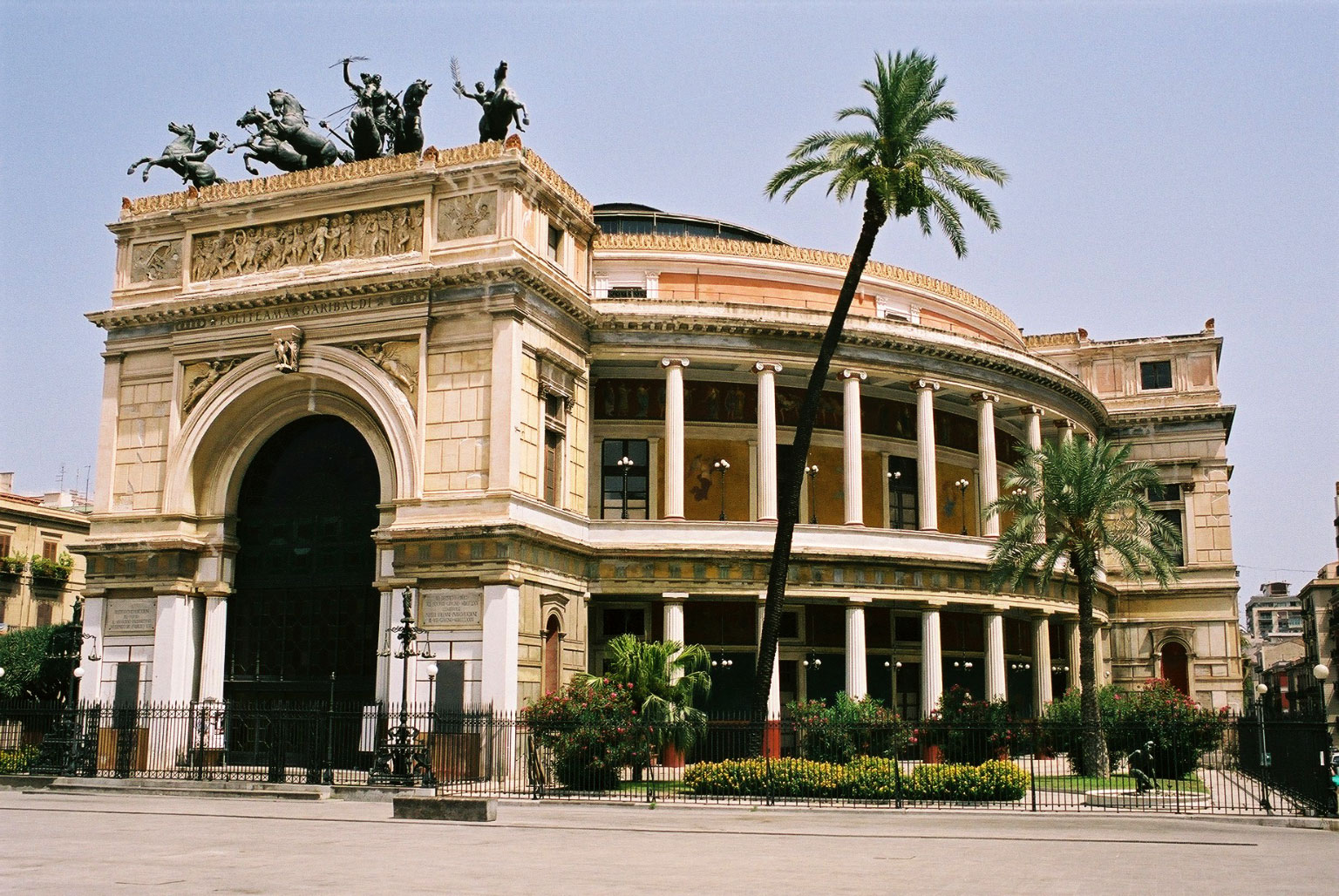
Politeama Garibaldi

- Cantiere navale di Palermo
- Grattacielo Ina Assitalia
- Palchetto della Musica
- Politeama Garibaldi
- Villa Zito

### Altro
- Fiera del Mediterraneo
- Giardino Garibaldi
- Giardino inglese
- Porto di Palermo
- Villa Sperlinga
- Villa Trabia

## Geografia antropica

### Urbanistica
La circoscrizione è contraddistinta, per buona parte della sua estensione, da assi stradali ippodamei regolari. Le principali arterie del traffico veicolare sono: l'asse Notarbartolo/Leonardo Da Vinci, che taglia in due parti la circoscrizione attraversandola da est/nord-est a ovest/sud-ovest; l'asse Libertà/Croce Rossa, perpendicolare al precedente e rivolto al settore commerciale, oltre che amministrativo; e l'asse E. Restivo/Sciuti/Terrasanta, contraddistinto dalla presenza di numerosi edifici in stile Liberty. 
Nonostante non sia la più estesa, l'VIII Circoscrizione è la più popolosa suddivisione amministrativa di Palermo. Gli abitanti censiti dal comune nel 2001 erano 127.794, considerato il volume di crescita annuo il numero attuale è di circa 130.000 abitanti. Include i quartieri subito a nord rispetto al centro storico, soprattutto i quartieri considerati come il nuovo centro amministrativo e commerciale cittadino per la grossa presenza di uffici regionali e strade dedicate allo shopping. 

### Suddivisioni amministrative
Quartieri:
- Politeama
- Libertà
- Montepellegrino
- Malaspina-Palagonia

Unità di primo livello:
- Borgo Vecchio-Principe di Scordia
- Croci-Ruggero Settimo
- San Francesco di Paola-Terrasanta
- Notarbartolo-Giardino Inglese
- Villa Sperlinga
- Vittorio Veneto
- Marchese di Villabianca-Sampolo
- Cantieri
- Monte Pellegrino
- Acquasanta
- Malaspina-Leonardo da Vinci
- Principe di Palagonia

## Infrastrutture e trasporti

### Mobilità urbana
Il principale nodo di scambio dell'VIII circoscrizione è la stazione di Palermo Notarbartolo, attualmente stazione di snodo tra il passante ferroviario e l'anello ferroviario, inoltre la rete tramviaria cittadina utilizza la stazione come capolinea delle linee 2, 3 e 4.

## Sedi istituzionali
Sede principale:
- via Fileti, 19